# Myrsine brownii
Myrsine brownii är en viveväxtart som beskrevs av Francis Raymond Fosberg och Sachet. Myrsine brownii ingår i släktet Myrsine och familjen viveväxter. Inga underarter finns listade i Catalogue of Life.